# Code sharing
Il Code sharing, in italiano Codice condiviso, è un accordo tra linee aeree nel quale un vettore commercializza un servizio e pone il suo codice sui voli di un altro vettore. Prevede l'inserimento di 2 codici aerei in un solo volo, in modo da assicurarne il riempimento; ad esempio ITA Airways può vendere un biglietto sul volo di Delta Air Lines per New York e viceversa.
Il codesharing offre ai vettori la possibilità di offrire un servizio verso destinazioni che non figurano nelle rotte operate. Nella maggior parte dei casi questo tipo di rotte presenta tutte le caratteristiche delle prenotazioni di tipo online, eccezion fatta per l'MCT ("minimum connecting time" o tempo minimo di connessione) che è talvolta uguale al tempo di connessione delle prenotazioni di tipo offline.

## Politica di stand-by sui voli in codeshare
La politica di stand-by sui voli in codeshare è cambiata di recente: il passeggero potrà richiedere di essere messo sulla lista stand-by solo sui voli operati dallo stesso vettore indicato sul biglietto acquistato. Ad esempio, se il passeggero ha un biglietto per un volo venduto da AA, ma operato da AS, potrà inserire il proprio nominativo soltanto nella lista stand-by di un altro volo operato da AS. Il passeggero non potrà mettersi in stand-by per un volo operato da AA. Se in possesso di un biglietto per un volo operato e commercializzato da AA, il cliente non potrà mettersi in stand-by per un volo commercializzato da AA e operato da un altro vettore. Tale restrizione è dovuta a questioni di biglietteria, PNR, automazione e contabilità.